# Susann Müller
Susann Müller (ur. 26 maja 1988 w Saalfeld/Saale), niemiecka piłkarka ręczna, reprezentantka kraju, grająca na pozycji prawej rozgrywającej. Obecnie występuje w węgierskiej drużynie Győri Audi ETO KC.
Brązowa medalistka mistrzostw Świata z 2007 r.

## Sukcesy

### reprezentacyjne
- brązowy medal mistrzostw Świata  (2007)

### klubowe
- mistrzostwo Niemiec  (2009, 2010)
- puchar Niemiec  (2007, 2008)
- mistrzostwo Danii  (2012)
- mistrzostwo Słowenii  (2013)
- puchar Słowenii  (2013)

## Życie prywatne
Od 2010 r. żyje w związku homoseksualnym z Nina Wörz, inną niemiecką piłkarką ręczną.

## Nagrody indywidualne
- Mistrzostwa Świata:
  - najlepsza prawa rozgrywająca Mistrzostw Świata 2013
  - najlepsza strzelczyni Mistrzostw Świata 2013